# ナイメーヘン
ナイメーヘン（オランダ語: Nijmegen [ˈnɛimeːɣə(n)] ( 音声ファイル)）は、オランダのヘルダーラント州にある基礎自治体（ヘメーンテ）である。オランダで初めてローマ帝国の都市権を得た街として知られる。ライン川の下流のワール川の南岸に街が形成されており、市街地中心よりドイツ国境まで7km程度の距離である。

## 歴史
この地の周辺は丘になっておりライン川流域の地域がよく見通せるため、戦略的に重要な土地であったため1世紀ごろにローマ帝国の前線基地がこの地に置かれた。このローマ軍の基地のすぐ近くにバタヴィ族がOppidum Batavorumという集落を作っていたが、69年に起こったバタヴィ族の反乱でローマ軍団はこの集落を破壊した。その後さらに大きなローマ軍の基地が形成され、ローマ帝国第10軍団が駐留した。98年には（現在の）オランダで初めてローマ帝国の都市権が与えられた。103年に第10軍団がウィーンに移転した後、この街は経済成長期を迎える。ローマ皇帝・トラヤヌスは、この街の名前をUlpia Noviomagus Batavorumと定めた。短縮形であるNoviomagusはナイメーヘンの名前の語源となった。現在、ローマ帝国時代の遺構はほとんど残っておらず都市を囲んでいた城壁の一部分が残存している程度である。
4世紀頃、ローマ帝国の衰退にともないフランク王国の統治下におかれ8世紀後半にはフランク王国のカール大帝によって王宮が置かれた（ナイメーヘンのほかアーヘン、ヘルスタルにも置かれとりわけアーヘンの王宮では古典文化の復興などが進められた）。その立地より水上交通の要所として発展し、12世紀には神聖ローマ皇帝・フリードリヒ1世が軍事拠点を置いた。1230年にはフリードリヒ2世によって都市権が認められ、帝国自由都市となった。1364年にはハンザ同盟にも加盟したほか、イングランドから羊毛を輸入して毛織物工業の振興も図られた。
1568年に勃発した八十年戦争では、ナイメーヘンもユトレヒト同盟に参加して独立戦争を戦い抜いた。途中で独立を断念した南部に隣接していたため、幾たびか激しい戦闘に見舞われたが、オランダの一部として独立を果たした。17世紀後半にはフランス王ルイ14世が領土的野心より仏蘭戦争を起こし、フランスに包囲されたほか、この際の講和条約はナイメーヘンで締結された。18世紀後半には反オラニエ=ナッサウ家への革命機運がオランダで高まる中、一時的にオラニエ家がナイメーヘンへと逃げこんだことがあった。

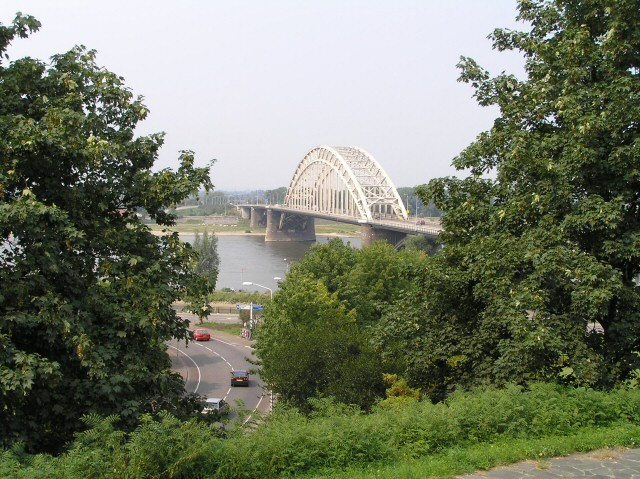
ワール橋

19世紀になると、人口増加の問題から市壁撤去と市の近代化が図られた。国防上問題であるとの反対意見も根強かったがもはや近代の戦争において歴史的市壁は無力であったことが19世紀後半の普仏戦争などからも明らかとなり、市壁は崩されて市街改造は断行された。1878年にはワール川を超える橋が架けられ、1936年には当時欧州でもっとも大きな橋と言われた道路橋に架け替えられた。1927年にはマース川とワール川を結ぶ全長13.5kmのマース・ワール運河が市街地のすぐ西側に開削された。
第二次世界大戦では、1940年にドイツ軍の占領を受けた。そのため、1944年9月に連合軍が河川の橋を確保しようとしたマーケット・ガーデン作戦では激戦地となり街の多くは破壊された。戦後に街の復興が進められ、破壊された歴史的建造物の多くも再建された。

## 交通
道路
高速道路A73が自治体内を通過している。
鉄道
オランダ鉄道・ナイメーヘン駅から出発する主な列車は、ユトレヒト中央駅経由アムステルダム中央駅方面行きインターシティが1時間に2本、ユトレヒト中央駅・アムステルダム南駅経由スキポール空港駅行きインターシティが1時間に2本、スヘルトーヘンボス経由ローゼンダール行きインターシティが1時間に2本など。たとえば、アムステルダム中央駅までの所要時間は1時間30分である。

## 著名な出身者
- ハインリヒ6世 1165-1197：神聖ローマ皇帝
- リンブルク兄弟 14c-15c：ミニアチュール画家
- アレックス・ヴァン・ヘイレン 1953-：ミュージシャン
- エドワード・ヴァン・ヘイレン 1955-2020：ミュージシャン

## 姉妹都市
- 東松山市、日本（日本最大規模のウォーキング大会「日本スリーデーマーチ」の開催地）
- プスコフ、ロシア
- オールバニ、アメリカ合衆国
- ガズィアンテプ、トルコ
- マサヤ、ニカラグア
- 蘇州市、中国